# De Gelaarsde Kater
De Gelaarsde Kater is het derde boek uit de reeks Grijpstra en De Gier, geschreven door Janwillem van de Wetering.
Het boek is uitgegeven in 1976 door Bruna. Bij het verschijnen ervan werd door een criticus lovend opgemerkt dat Van de Wetering de beruchte "horde van het tweede boek" na zijn succesvol debuut uitstekend had genomen. 

## Verhaal
Adjudant Grijpstra en briagadier De Gier onderzoeken de mysterieuze moord op een vrijgezel aan de Landsburgerdijk in Amsterdam. Het motief voor deze moord, die alle kenmerken heeft van moord en lijkt te zijn uitgevoerd door een scherpschutter, is op zijn minst niet te begrijpen. Het slachtoffer, Tom Wernekink, is erg op zichzelf, woont nog maar kort aan de Landsburgerdijk en heeft nauwelijk kennisgemaakt met zijn buurtbewoners. Ook in zijn verleden is alleen een saaie man te ontdekken, met een kantoorbaan en eenzelvig gedrag. Zijn enige vriend is een bijzonder uitgedoste man, de Kater: lang zwart haar, schuinstaande ogen, glanzende fluwelen pakken en hoge kaplaarzen. De vriendin van 'de Kat', Ursula, is ook bijzonder en De Gier heeft het nodige met haar te stellen. Het lijkt er op dat buurvrouw Marie een motief zou kunnen hebben; bovendien kan ze heel goed schieten. En wat gebeurt er eigenlijk allemaal op die Dijk, hoe komen de uitkeringstrekkende bewoners aan hun plotseling gestegen materiële welvaart? En wat heeft de rijke Arabische koopman Sharif met al die gebeurtenissen te maken?
Ook in dit verhaal: Cardozo maakt zijn entree.